# Ingvild Isaksen
Pour les articles homonymes, voir Isaksen.
Ingvild Isaksen, née le 10 février 1989, est une footballeuse internationale norvégienne évoluant au poste de milieu de terrain. Elle joue avec le club de la Juventus et en équipe de Norvège.

## Biographie

### Parcours en équipe nationale
Elle reçoit sa première sélection en équipe de Norvège le 31 janvier 2009, lors d'un match contre la Suède (défaite 5-1).

## Palmarès

### En sélection
- Finaliste du championnat d'Europe en 2013

### En club

#### Avec Kolbotn IL
- Championne de Norvège en 2006
- Vice-championne de Norvège en 2007
- Vainqueur de la Coupe de Norvège en 2007

#### Avec Stabæk
- Vice-championne de Norvège en 2014

#### Avec la Juventus
- Championnat d'Italie : 2018